# أجيت رام فيرما
أجيت رام فيرما (بالإنجليزية: Ajit Ram Verma)‏ (و. 1921 – 2009 م) هو فيزيائي من الهند .

## التعليم
تعلم في جامعة الله أباد

## جوائز
حصل على جوائز منها:
- بادما بوشان
- Shanti Swarup Bhatnagar Prize for Science and Technology.